# Franciszek Gągor
Franciszek Gągor, né le 8 septembre 1951 et mort le 10 avril 2010, est un général polonais, chef d'état-major des armées de 2006 à sa mort.
Il est mort dans l'accident de l'avion présidentiel de Lech Kaczyński le 10 avril 2010, à Smolensk (Russie).